# Chawarma
Le chawarma ou shawarma (en arabe : شَاوَرْمَا) est le kebab traditionnel des cuisines levantine, arménienne et turque.

## Description
Cette préparation est utilisée dans différents mets traditionnels libanais, mais aussi syriens,palestiniens, égyptiens ou jordaniens. Elle est consommée sous forme de sandwich dans du pain pita accompagnée de crème d’ail.
Les viandes utilisées sont le poulet, l'agneau ou le bœuf, salées et marinées dans un vinaigre de vin rouge épicé. Disposées en tranches fines sur une broche tournante, elles sont grillées verticalement.
L'origine du mot shawarma est turque, cela viendrait du mot çevirme et signifie « ça tourne » ou « ça pivote, ». Le plat en lui-même est apparu en Anatolie dans les années 1830 et est connu en Turquie sous le nom de döner kebab.

## Dans la culture
Lors de la scène post-générique du film Avengers, l'équipe de super-héros mange des chawarma dans un restaurant dévasté. Autre clin d'œil aux Avengers, à la fin du film Deadpool and Wolverine, les deux comparses vont manger un chawarma au coin de la rue.